# Gustav Kauffmann (Politiker, 1854)

Gustav Kauffmann

Gustav Kauffmann (* 23. September 1854 in Stolp; † 2. Oktober 1902 in Berlin) war Jurist, Bürgermeister und Mitglied des Deutschen Reichstags.

## Leben
Kauffmann besuchte das Gymnasium in Stolp und die Universität Berlin, wo er Rechtswissenschaften studierte. 1875 wurde er Referendar, 1879 Gerichtsassessor und 1880 erhielt er die Zulassung zur Rechtsanwaltschaft beim Landgericht I Berlin. 1891 wurde er Notar im Bezirk des Kammergerichts. Weiter war er Stadtrat in Berlin.
Von 1890 bis zu seinem Tode war er Mitglied des Deutschen Reichstags für den Reichstagswahlkreis Regierungsbezirk Wiesbaden 5, die Deutsche Freisinnige Partei und seit 1893 für die Freisinnige Volkspartei.
Im Juli 1901 wurde er von der Berliner Stadtverordnetenversammlung zum zweiten Bürgermeister gewählt, Wilhelm II. verweigerte aber die Bestätigung dieser Wahl. Daraufhin wählten ihn am 12. September 1901 109 von 124 Stadtverordneten erneut zum Bürgermeister. Grund der Ablehnung war offiziell, dass er wegen seiner politischen Tätigkeit für die Fortschrittspartei 1882 als Leutnant der Garde-Landwehr seinen Abschied nehmen musste. Es wurde aber auch vermutet, dass die Nichttaufe seiner Kinder eine Rolle gespielt haben könnte.